# Droga krajowa 12
Die Droga Krajowa 12 (DK12) ist eine polnische Landesstraße, sie ist zugleich die zweitlängste aller Landesstraßen Polens. Sie verläuft in West-Ost-Richtung von der polnisch-deutschen Grenze in Łęknica zur polnisch-ukrainischen Grenze in Dorohusk durch die Woiwodschaften Lebus, Niederschlesien, Großpolen, Łódź, Masowien und Lublin über eine Länge von etwa 730 km. Die Strecke Lublin–Piaski–Dorohusk ist Teilstück der E 373; die Strecke Kurów–Lublin–Piaski ist Teilstück der E 372.

## Geschichte
Diese Straße verbindet Regionen mit einer völlig unterschiedlichen historischen Zugehörigkeit und Strecken mit einer völlig unterschiedlichen Entstehungsgeschichte. Der westliche Streckenabschnitt gehörte früher als Reichsstraße 122 zur preußischen Provinz Niederschlesien. Der östliche Streckenabschnitt gehörte zwischen 1918 und 1939 zum Territorium der Zweiten Polnischen Republik.
Der mittlere Streckenabschnitt zwischen Kalisz und Łask und der östliche Streckenabschnitt zwischen Radom und Chełm wurde durch das polnische Straßengesetz vom 10. Dezember 1920 zu Staatsstraßen (droga państwowa) erklärt. Der weiterführende, damals noch unbefestigte Streckenabschnitt von Chełm über Dorohusk nach Kowel wurde durch das polnische Straßengesetz vom 23. Juni 1921 ebenfalls zur Staatsstraße erklärt.
Zwischen 1930 und 1940 wurde eine Straßenbrücke über den ehemaligen Grenzfluss Prosna bei Kalisch erbaut. Dadurch konnte eine durchgehende Straßenverbindung zwischen Posen und Kalisch eingerichtet werden, die nach der deutschen Besetzung Polens und der darauffolgenden Annexion des Warthelandes als Reichsstraße 387 bezeichnet wurde.
1985 wurde das polnische Straßennetz neu geordnet. Die bisherigen Staatsstraßen (droga państwowa) wurden in Landesstraßen (droga krajowa) umbenannt und neu nummeriert. Seit 1986 gab es acht Landesstraßen auf der Strecke der heutigen DK 12:
- DK 140 (Lodsch –) Łask – Sieradz (– Breslau)
- DK 170 (Warschau –) Kurów – Lublin – Piaski (– Zamość)
- DK 340 Głogów (Glogau) – Jarocin
- DK 430 (Posen –) Jarocin – Kalisz – Sieradz
- DK 440 Łask – Radom – Kurów
- DK 820 Piaski – Chełm – Dorohusk
- DK 298 Staatsgrenze – Żary (Sorau) – Żagań (Sagan) – Szprotawa (Sprottau)
- DK 299 Szprotawa (Sprottau) – DK 34 bei Głogów (Glogau)

2003 wurde die Nummerierung des Straßennetzes dahingehend geändert, dass alle Landesstraßen mit zweistelligen Nummern und alle Woiwodschaftsstraßen mit dreistelligen Nummern gekennzeichnet wurden. Damals wurden die acht oben genannten Straßen zur DK 12 zusammengefügt.
Am 10. April 2006 gründeten in Radom die Selbstverwaltungen der Woiwodschaften Lublin, Lodz und Masowien eine Vereinigung für den Bau der Schnellstraße S12. Der bereits fertiggestellte Abschnitt zwischen Bronowice und Puławy-Dęblińska wird zu einem späteren Zeitpunkt in die S12 umgewidmet.
Ende 2011 wurde ein zweiter Grenzübergang in Łęknica eröffnet, dessen Zubringerstraße die Stadt südöstlich umgeht. Der westliche Anfang der DK12 wurde vom alten Übergang (Łęknica – Bad Muskau) auf diese Neubaustrecke verlegt.

## Wichtige Ortschaften an der Strecke
Woiwodschaft Lebus (województwo lubuskie):
- Łęknica (Lugknitz) – Grenzübergang zu Deutschland (Łęknica – Krauschwitz)
- Trzebiel (Triebel) – Kreuzung mit der A18
- Żary (Sorau) – Kreuzung mit der DK27
- Żagań (Sagan)
- Szprotawa (Sprottau)

Woiwodschaft Niederschlesien (województwo dolnośląskie):
- Przemków (Primkenau)
- Kłobuczyn – Kreuzung mit der DK3
- Głogów (Glogau)

Woiwodschaft Lebus (województwo lubuskie):
- Wschowa (Fraustadt)

Woiwodschaft Großpolen (województwo wielkopolskie):
- Leszno (Lissa) – Kreuzung mit der DK5
- Gostyń
- Jarocin – Kreuzung mit DK11 und DK15
- Pleszew – Abzweig der DK11
- Kalisz – Kreuzung mit der DK25
- Opatówek

Woiwodschaft Łódź (województwo łódzkie):
- Sieradz – Kreuzung mit DK14 und DK83
- Zduńska Wola
- Łask – Abzweig der DK14
- Piotrków Trybunalski – Kreuzung mit der A1, der DK8 und der DK91
- Sulejów – Abzweig der DK74
- Opoczno – Kreuzung mit der DK726

Woiwodschaft Masowien (województwo mazowieckie):
- Przysucha
- Wolanów
- Radom – Kreuzung mit der DK7; Abzweig der DK9
- Zwoleń – Kreuzung mit der DK79

Woiwodschaft Lublin (województwo lubelskie):
- Puławy
- Kurów – Abzweig der DK17
- Lublin – Kreuzung mit der DK19; Abzweig der DK82
- Piaski – Abzweig der DK17
- Chełm
- Dorohusk – Grenzübergang zur Ukraine (nach Jahodyn)